# Da Endorphine
Cette page contient des caractères thaïs. En cas de problème, consultez Aide:Unicode ou testez votre navigateur.
 (février 2011).
Si vous disposez d'ouvrages ou d'articles de référence ou si vous connaissez des sites web de qualité traitant du thème abordé ici, merci de compléter l'article en donnant les références utiles à sa vérifiabilité et en les liant à la section « Notes et références ».
Endorphine a été l'un des groupes de rock thaï les plus populaires jusqu'en 2007, date de leur séparation et du début de la carrière solo de la chanteuse Da sous le nom de scène de Da Endorphine. Le quatuor se composait de Da (vocaliste), Kia (guitare), Bird (basse) et Bomb (batterie).

## Histoire

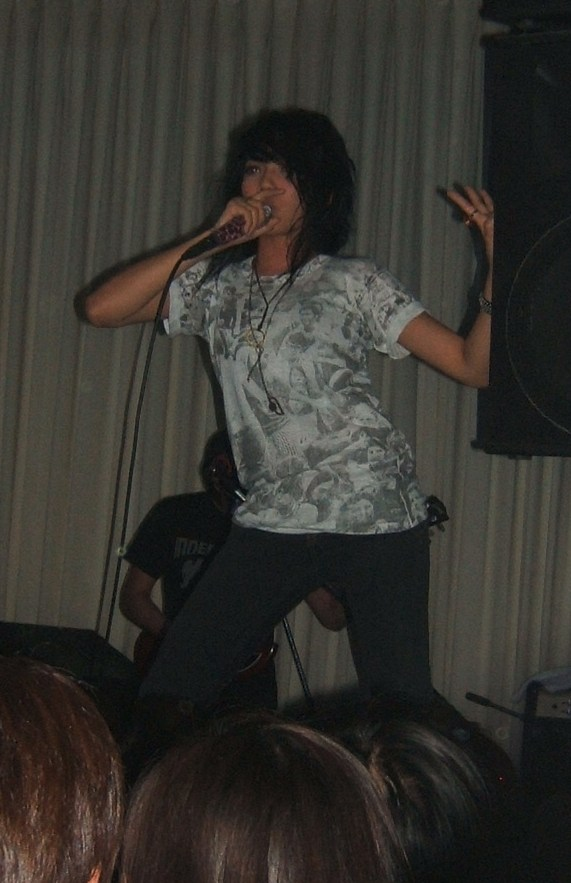
La chanteuse Da lors d'un concert en août 2007.

Le groupe débute au collège. Bomb, batteur, et Kia, guitariste, demandent au frère du premier, Bird, qui est bassiste, de se joindre à eux. Et à la recherche d'une vocaliste, ils engagent Da, impressionnés par la puissante et singulière voix de cette dernière. « Comme c'était du rock qu'on faisait, on aurait jamais imaginé prendre une fille pour le chant, a déclaré Bomb. Mais quand on l'a entendue chanter, on a compris qu'elle était la pièce manquante. »
Bien que quasiment déjà en place, il leur manque encore une chose : le nom. Pris un jour dans un embouteillage, Bomb aperçoit un autocollant de pare-chocs sur lequel est inscrit « endorphine ». Intrigué, Bomb se met à chercher le sens de ce mot et c'est ainsi qu'il trouve un nom idéal pour son groupe.
« Les endorphines sont des substances chimiques produites par le cerveau quand on est heureux ou quand on souffre, a dit Bomb. Et on veut que les gens soient heureux en écoutant nos chansons. D'où le nom Endorphine. »
La chanteuse Da entame une carrière solo en 2007 avec le titre Parb Luang Tar.

## Discographie
- Prik - Chili (พริก) (2004)
- Replay (2004)
- Sug Ga Wa 49 (สักวา 49) (2005)
- Narongvit - Sleepless Society 2 (2006)
- The Best Of - Love Issue (2006)
- Parb Luang Tar (ภาพลวงตา) (2007)
- Sound About (2008)
- Saen Saeb (2009)
- Da Love Record (2010)

## Titres les plus connus
- Purn-Sa-Nit (เพื่อนสนิท) (meilleurs amis)
- Sing tee chun rean roo (สิ่งที่ฉันเรียนรู้) (ce que j'ai appris)
- Kuen karm pee (คืนข้ามปี) (la Saint-Sylvestre)
- Pror ter (เพราะเธอ) (à cause de toi)
- Tur Bok Hai Leum (เธอบอกให้ลืม) (tu m'as dit d'oublier)
- Dao Kra Dard (ดาวกระดาษ) (étoile en papier)
- Glua Tur Ja Pid Whung (กลัวเธอจะผิดหวัง) (peur que tu sois déçu)
- Proong Nee Mai Sai (พรุ่งนี้ไม่สาย) (demain il ne sera pas trop tard)
- Mai tong roo wa rao khob kun babb nai (ไม่ต้องรู้ว่าเราคบกันแบบไหน) (pas besoin de savoir comment on est engagé l'un envers l'autre)
- Mai roo juk Chan mai roo jak Tur (ไม่รู้จักฉันไม่รู้จักเธอ) (ft. Pop Calories Blah...Blah) (B.O. de Sai lub jub barn lek (สายลับจับบ้านเล็ก))
- Dai Yin Mai (ได้ยินไหม) (tu m'entends ?)

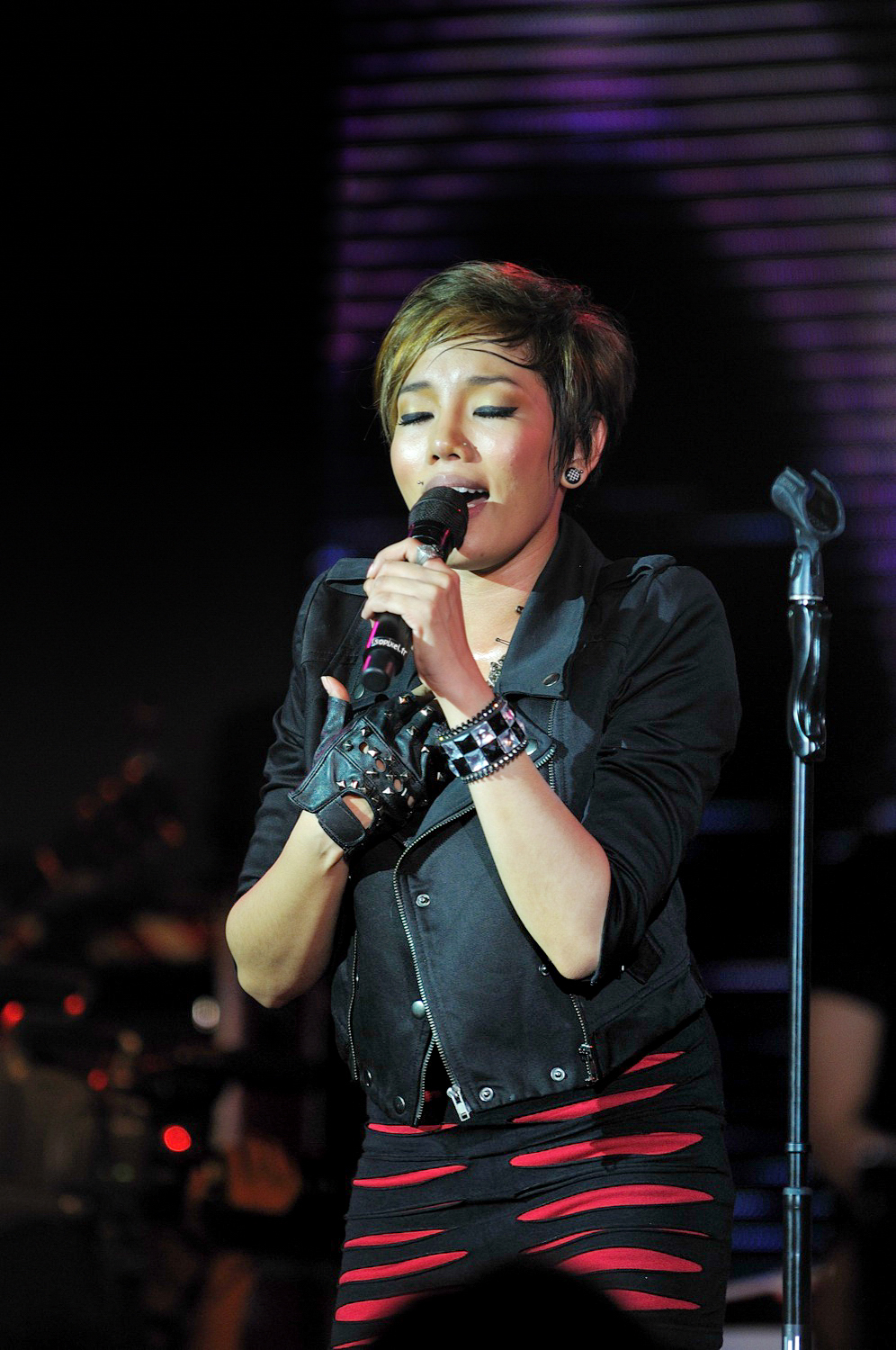
Da Endorphine, live Future Park octobre 2010.